# Barrio Pablo Escobar
El barrio Pablo Escobar, inicialmente llamado "Medellín sin tugurios" es un barrio marginal en la ciudad de Medellín, que fue fundado en 1984 por el narcotraficante y político Pablo Escobar, jefe del Cartel de Medellín. El barrio está ubicado en la zona alta de la Comuna 9 (Buenos Aires), al centro oriente de Medellín.

## Historia
Usando dinero del narcotráfico y con sus aspiraciones políticas y criminales presentes, Pablo Escobar decidió ofrecer "casas gratis" a sin-techos y los más pobres de la ciudad de Medellín al ordenar la construcción inicial de 250 casas para unas familias que vivían en el basurero municipal de Medellín, ubicado en el barrio Moravia. El barrio de invasión bajo el programa llamado "Medellín sin tugurios" fue construido sobre una colina, sin la autorización de las autoridades colombianas, además de que se dieron cuenta de que el dinero con que se construían las casas era procedente del narcotráfico, por lo que el Gobierno Nacional ordenó demoler las casas en construcción. A pesar de esto, la construcción de las casas siguió por cuenta de los habitantes que llegó a 443 viviendas, aún después de que Escobar fuera dado de baja por las autoridades en 1993, luego de que el capo librara una sangrienta guerra indiscriminada contra el Estado colombiano. Escobar utilizó a numerosos jóvenes de la localidad para reclutar como sicarios, dada la lealtad que creó con los habitantes.
En 2011, la Alcaldía de Medellín inició el proceso de legalización de la invasión, después de dos décadas de no ser reconocidos y crecer exponencialmente a 4 mil viviendas con 16 mil habitantes. El barrio fue finalmente legalizado por el Estado colombiano el 15 de agosto de 2012.

## Seguridad
En el barrio operan varias bandas o "combos" de organizaciones delictivas dedicadas al sicariato, robo, microtráfico de drogas, y a la extorsión de comerciantes locales, por lo que han causado desplazamientos internos en Medellín.

## Turismo

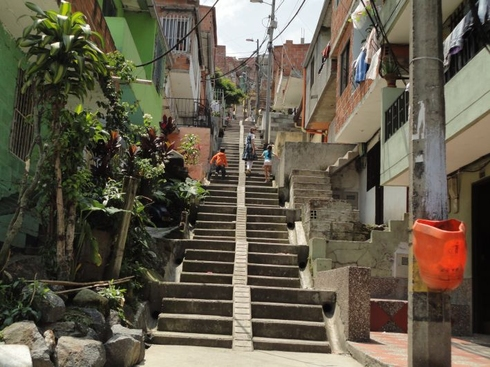
Escaleras del barrio «Medellín sin tugurios».

Debido a la fama internacional del narcotraficante Pablo Escobar, el barrio se ha convertido en atracción turística de Medellín. Los habitantes del barrio Pablo Escobar realizan tours o caminatas turísticas por el barrio donde todavía el capo tiene defensores y fanáticos que le agradecen el haberles dado un lugar para vivir.